# Prosphytochloa

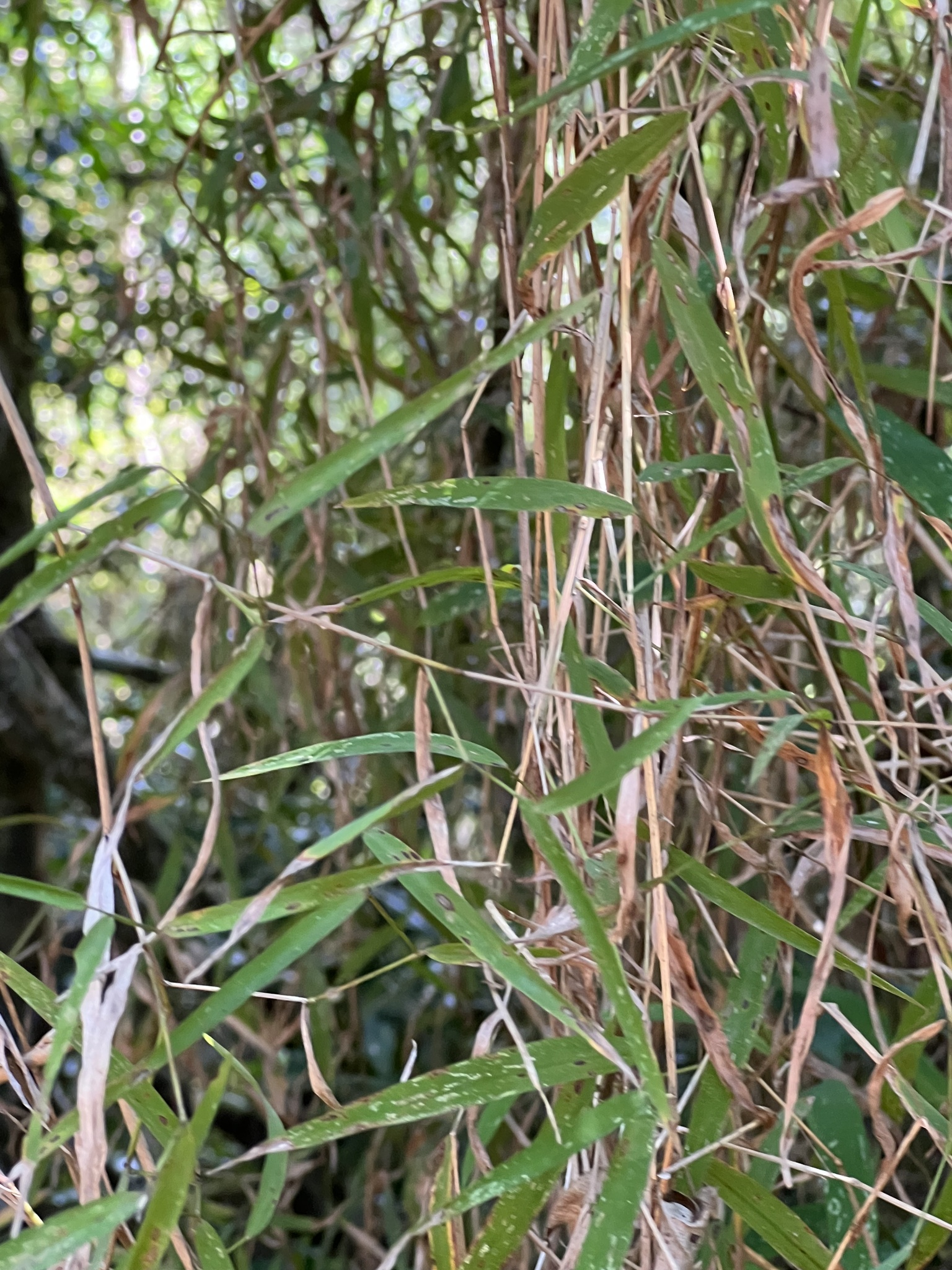
Fotografia de la Prosphytochloa prehensilis.

Prosphytochloa és un gènere de plantes de la família de les poàcies, ordre poals. La seva única espècie, Prosphytochloa prehensilis (Nees) Schweick., és originària de Sud-àfrica.
Alguns autors la inclouen en el gènere Potamophila com a Potamophila prehensilis.

## Descripció
És una planta perenne; rizomatosa (els rizomes horitzontals, amb catafil·les). Les tiges de flors de fulla verda. Amb culms d'un metre d'alt (o més); herbàcia; escandent (pels pèls retrorsos en els marges de la fulla); ramificada a dalt. Els nodes dels culms peluts o glabres. Entrenussos del culm buit. Plantes sense armes (però els marges de les fulles i les venes principals espinoses, amb pues diminutes retrorses). Les fulles no agregades basals; auriculades (beines lleugerament auriculades); sense bolets auriculars. Les làmines linears-lanceolades a lanceolades; estretes a amples; 4-15 mm d'ample; planes; sense venació; persistents; laminada en la gemma. La lígula és una membrana ciliada; no truncada (arrodonida, el marge lacerat-fimbriat); d'1-1.5 mm de llarg. Contra-lígula absent.
Plantes bisexuals, amb espícules bisexuals; amb flors hermafrodites.

## Taxonomia
Prosphytochloa prehensilis va ser descrita per (Nees) Schweick. i publicat a Der Züchter. Zeitschrift für Theoretische und Angewandte Genetik 31(4): 194-195. 1961.
Sinonímia
- Maltebrunia prehensilis Nees
- Potamophila prehensilis (Nees) Benth.[2]